# Pueblo alur
El pueblo alur (también conocido como alulu, joalur, lur o luri) está compuesto por 2 474 000 personas que habitan en Uganda (1 256 000) y en la República Democrática del Congo (1 218 000). Son de origen nilótico y provienen de la región de Rumbek (Sudán), probablemente en una migración junto con grupos luo en el siglo XIV.
Se discute su clasificación étnica, siendo para unos un grupo luo y para otros un mestizaje entre los grupos luo, lendu y okebu. Se ocupan de la ganadería bovina y la plantación de algodón, plátano y tabaco. Aprovechan la pesca.

## Origen

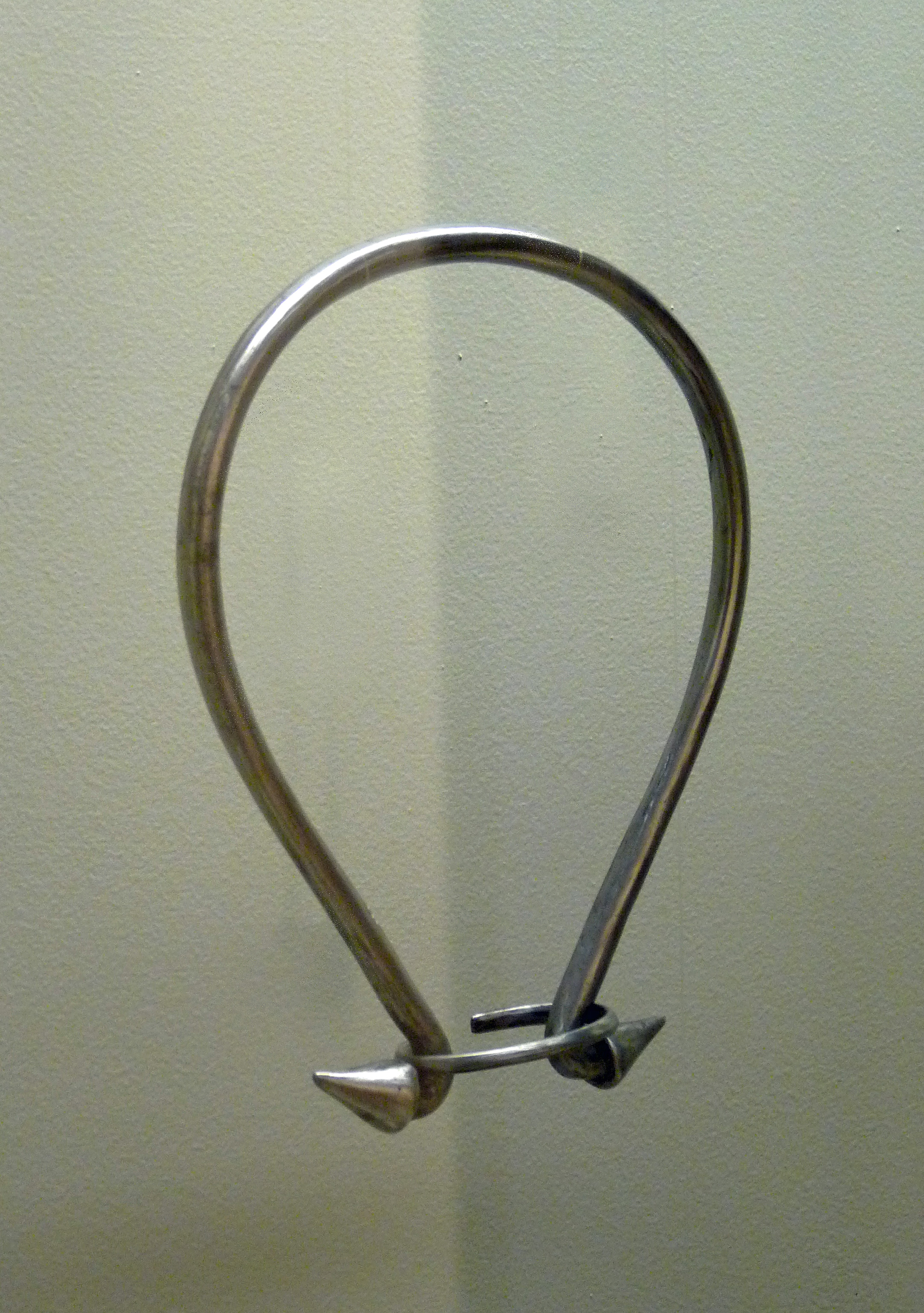
Collar de hierro forjado del pueblo alur

El origen del pueblo alur estaría en alto Nilo desde donde habrían comenzado un movimiento migratorio al sur junto a grupos jie, acholi, paluo, lango y padhola. Al llegar a la altura de la unión entre el Nilo Blanco y Bahr-el-Ghazal, en los alrededores de Wau donde también confluyen el río Meridi y el río Sue se habrían unido a otros grupos nilóticos que marchaban en dirección al sur.
Para otros autores, el origen de los alur está en el sur de Sudán, región de Rumbek desde donde en el siglo XIV emigraron probablemente con grupos luo hasta Pubungu. Desde allí se dispersaron y los alur tomaron dirección oeste hasta alcanzar la región de Mahagi (R.D. del Congo). Allí se estableció una parte de las comunidades pero otras siguieron hasta entrar en la actual provincia de Nianza, en territorio de la actual Kenia donde tomaron el nombre de pueblo jok’owiny.

## Territorio

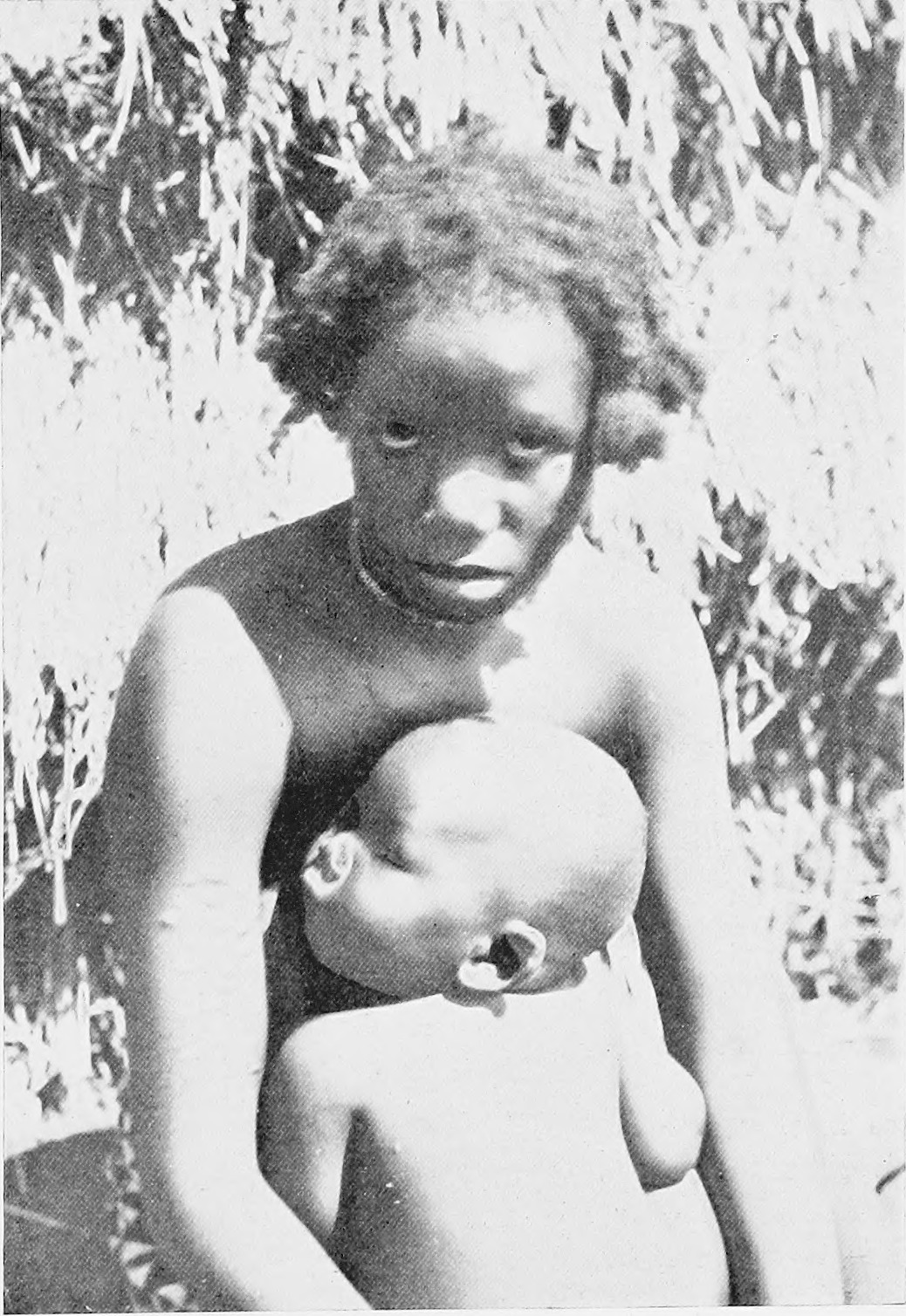
Mujer y niño alur en una fotografía de 1902, en territorio de Uganda

Sus principales comunidades se encuentran en las mesetas al norte del lago Kyoga, en el centro de Uganda. Otras se asentaron al noroeste del lago Alberto (Uganda) y en los territorios contiguos de la República Democrática del Congo. El paisaje lo domina una sabana boscosa y las riberas de los lagos, favorables para la pesca.

## Historia

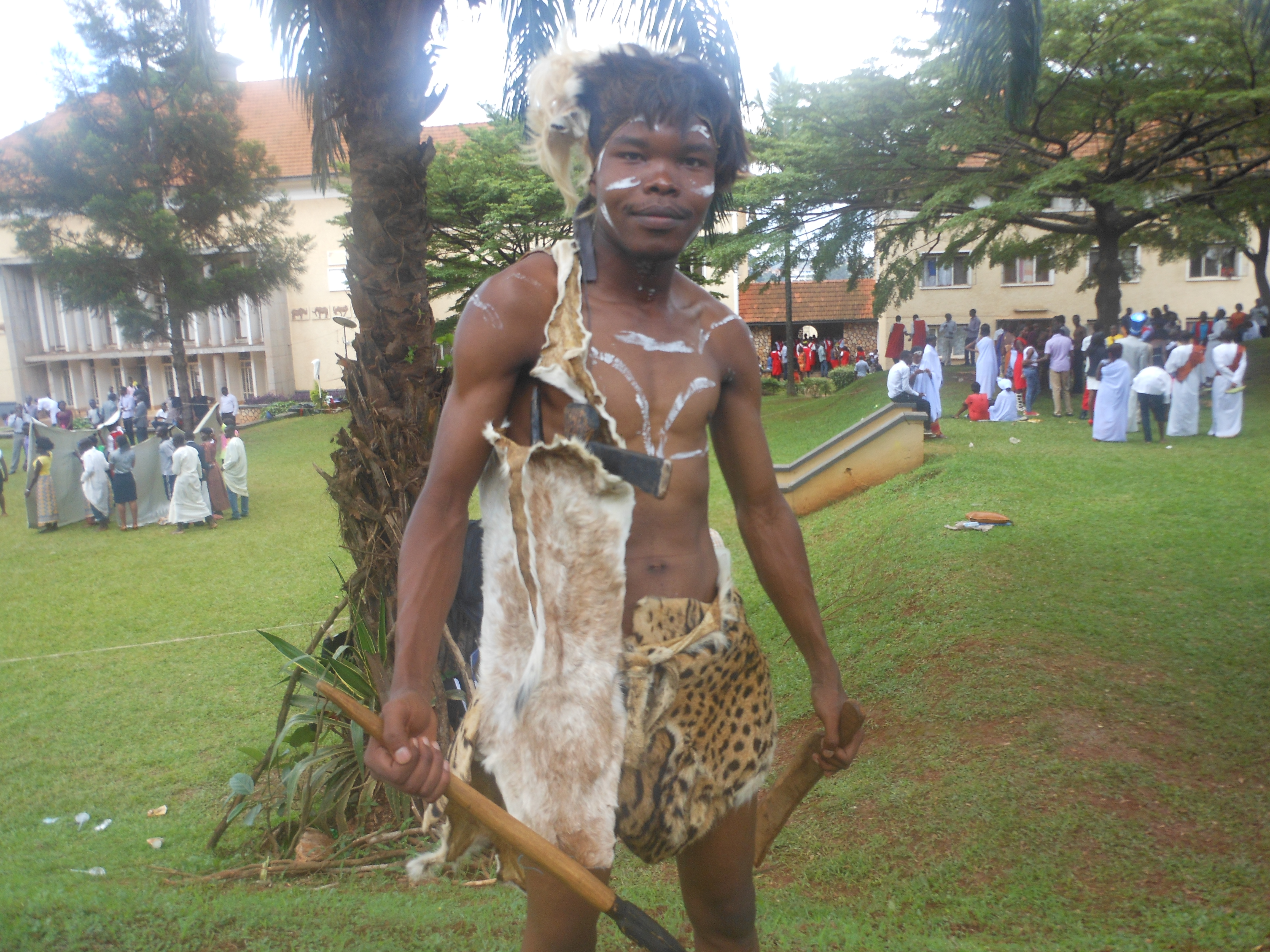
Miembro del pueblo abur con sus pieles tradicionales y ornamentación corporal

Tras llegar a sus actuales territorios, los alur habrían desplazado a la dinastía acholi que gobernaba un conjunto de pequeños reinos y estados. A finales del siglo XVII fundaron varios estados como el de Panduku, Paidha, Padiya, Padel, Hacer Paluo, Ucego y otros menores. Asimilaron a grupos okebo y lendu, originariamente de habla sudanesa y tras la absorción adoptaron la lengua alur.
Comerciaron con marfil con los estados vecinos En el siglo XVIII se vieron atacados por grupos langui que en su expansión al sur también enfrentaron a los vecinos japaluo y madi. La gran sequía de 1830 incrementó la violencia y las incursiones de saqueo. Las poblaciones se vieron obligadas a unirse a jefes de clanes o pueblos poderosos para afrontar las amenazas. Es así que será a lo largo del siglo XIX cuando el estado alur consolidará su organización política, proceso que acompañaron cronológicamente los estados lugbara y acholi.
El pueblo alur obtuvo gran prestigio por sus embajadas diplomáticas capaces de resolver conflictos étnicos.

## Sociedad

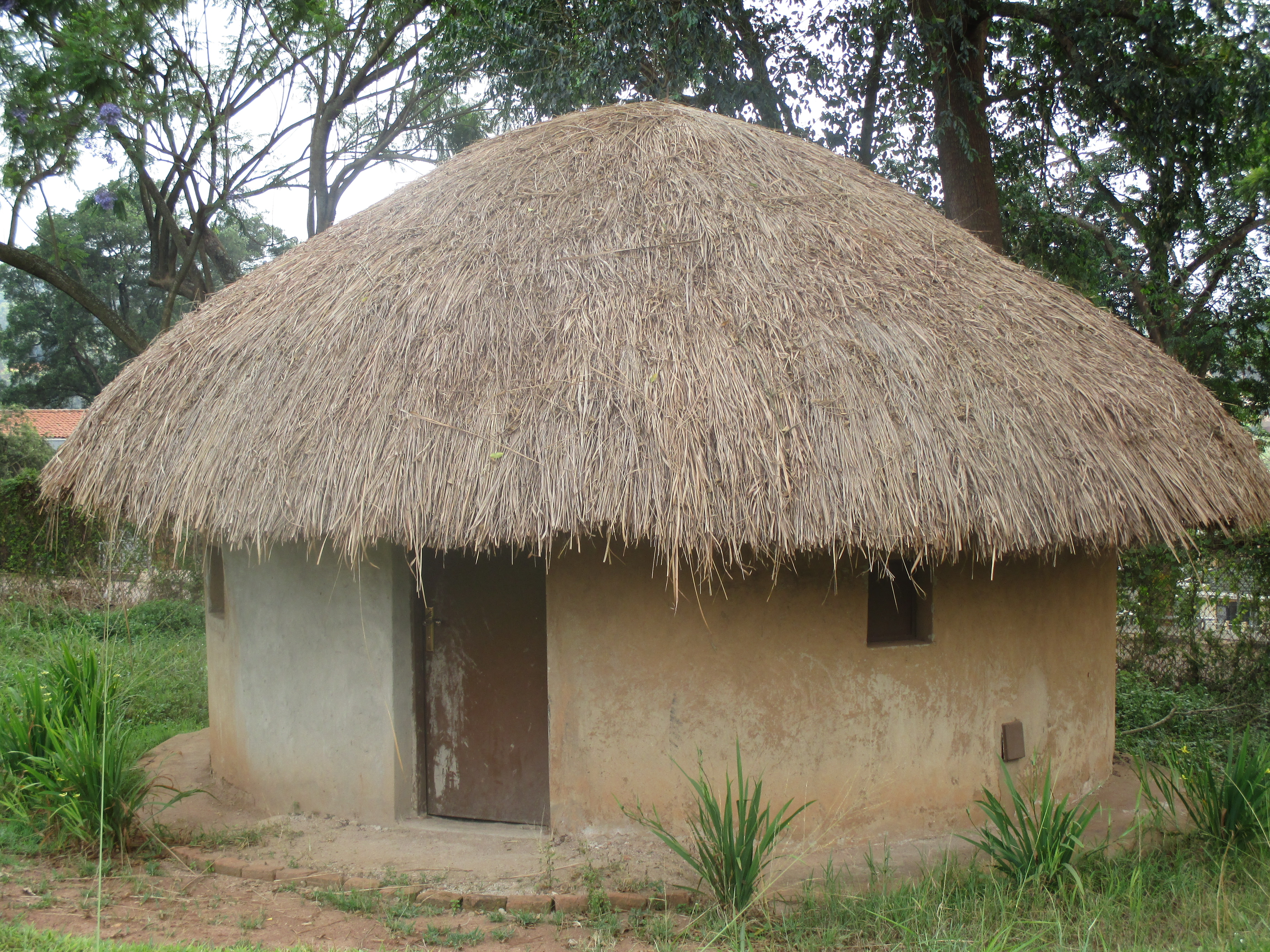
Vivienda tradicional de una aldea alur (Uganda Museum)

Se organizan en clanes exógamos territoriales. Levantan sus poblados en la colina, esta es su estructura territorial básica, generalmente integrada por entre 10 y 15 casas que responden a una familia. El concepto organizativo original era que cada unidad familiar o aldea debía ser autosustentable.
Sus jefes ascienden por herencia y ejercen funciones administrativas y rituales. Son hacedores de lluvia. Las casas de los jefes suelen ser las únicas fortificadas. Tienen más de una esposa.

## Idioma
Hablan alur, una lengua nilótica occidental. Existen dialectos como el lur, alur-jonam, dho-alur y jo-alur. La población global de hablantes alur es de 2.474.000 personas.

## Economía

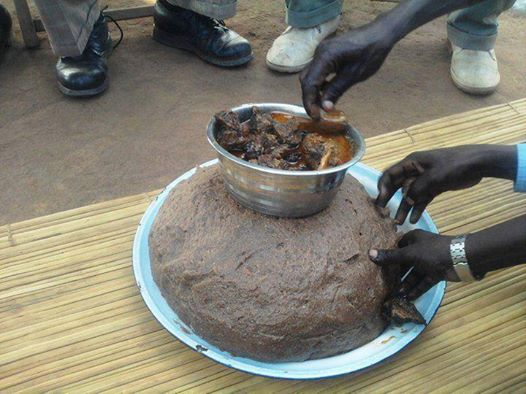
Plato tradicional alur (jpan, pescado ahumado y sopa)

Poseen grandes rebaños de ganado vacuno. Practican una agricultura basada en el sistema de roza y quema. Cultivan sorgo, maíz, eleusine, sésamo, plátanos, frijoles y tabaco. En las riberas del lago Alberto tienen un buen recurso pesquero.

## Religión
La religión étnica del pueblo alur tiene similitudes con la acholi. Se caracteriza por la presencia de los jol, esencias espirituales que anidan en las rocas, ríos y encarnan en animales. La palabra jok identifica al concepto de dios.
Los altares para el culto a los antepasados tienen la forma de una pequeña choza que se coloca dentro del poblado.
Los curanderos mantienen su dignidad como intermediaros espirituales y de sanación. El ritual de la lluvia es propio del jefe del poblado.
En la actualidad la mayoría de la población alur participa de alguna confesión cristiana. La iglesia católica es la que presenta mayor captación de fieles tanto en Uganda como en la República Democrática del Congo.

## Subgrupos
Pueblo lur:  emparentados con el pueblo nuba. Habitan en la ribera noroeste del lago Alberto. Practican la agricultura y la ganadería.